# Лисичанський желатиновий завод
ТДВ «Лисичанський желатиновий завод» — підприємство харчової промисловості, розташоване у Лисичанську Луганської області, зайняте в галузі виробництва желатину та желатинових оболонок.

## Історія
Підприємство засновано у 1968 році як «Лисичанський клейовий  завод». Перебувало у безпосередньому підпорядкуванні об'єднання «Союзклейжелатинпром» Міністерства м'ясної та молочної  промисловості СРСР. 
У 1978 році було прийнято в експлуатацію желатиновий цех. 1979 року підприємство перейменовано на «Лисичанський желатиновий завод». 
У 1982 році прийнято в експлуатацію цех з виробництва казеїнату натрію. У 1976 році клейовим цехом освоєно виробництво гранульованого клею, а у 1983 році цех желатину розпочав виробництво харчового фасованого желатину у дрібній упаковці на автоматі «АКМА» (Італія). 
У 1989 році освоєно виробництво сухого фруктового желе. 
За радянських часів завод входив до числа провідних підприємств міста.
У 1993 році заводом розпочато виробництво протикарієсного препарату «Ремодент». Того ж року підприємство реорганізовано у ВАТ «БІСЕП». 
У травні 1995 року Кабінет міністрів України затвердив рішення про приватизацію желатинового заводу, в подальшому державне підприємство було перетворено у відкрите акціонерне товариство.
У 2000 році ВАТ «БІСЕП» перейменовано у ВАТ «Лисичанський желатиновий завод». У 2007 році налагоджено виробництво білкового піноутворювача. 
У 2011 році згідно Закону України про Акціонерні товариства від 17.09.2008 року, № 514-VI на відкритому акціонерному товаристві «Лисичанський желатиновий завод» було проведено реорганізацію шляхом перейменування зазначеного товариства в публічне акціонерне товариство «Лисичанський желатиновий завод».
До 2014 року 70% сировини завод закуповував у Росії, але після початку бойових дій навесні 2014 року закупівлі сировини в Росії були зупинені і завод переорієнтувався на місцеву сировину, однак після спалаху африканської чуми свиней в січні 2017 року становище підприємства ускладнилося.
13 квітня 2019 року в цеху з виробництва кісткового клею Лисичанського желатинового заводу при запуску технологічного обладнання стався вибух, в результаті була зруйнована стіна будівлі і загинула працівниця підприємства.